# Sidi Akkacha
Sidi Akkacha è un comune dell'Algeria, situato nella provincia di Chlef.